# Estación de Prado de la Vega
Prado de la Vega es una estación de la línea ML-2 de Metro Ligero Oeste situada junto la Carretera de Carabanchel (M-502) en Pozuelo de Alarcón. Abrió al público el 27 de julio de 2007.
Su tarifa corresponde a la zona B1 según el Consorcio Regional de Transportes.

## Accesos
- Prado de la Vega Ctra. de Carabanchel a Aravaca (M-502), km. 1,2 (sentido decreciente). Próxima a C/ Diego de Velázquez

## Líneas y conexiones

### Metro Ligero
| << cabecera    | < estación     | línea | estación >             | cabecera >> |
| -------------- | -------------- | ----- | ---------------------- | ----------- |
| Colonia Jardín | Colonia Jardín |       | Colonia de los Ángeles | Aravaca     |

### Autobuses
| Diurnos |                                                                               | |                           |
| Línea   | Destino                                                                       | Parada                                                                                                 | Operador                  |
| 560     | Pozuelo de Alarcón                                                            | 08658 Ctra. M502-Est. Prado de la Vega Carretera de Carabanchel (M-502), km. 1,3 (sentido creciente)   | Avanza Movilidad Integral |
| 561     | Pozuelo de Alarcón - Majadahonda - Las Rozas de Madrid                        | 08658 Ctra. M502-Est. Prado de la Vega Carretera de Carabanchel (M-502), km. 1,3 (sentido creciente)   | Avanza Movilidad Integral |
| 561A    | Pozuelo de Alarcón - Majadahonda - Las Rozas de Madrid (por Universidad)      | 08658 Ctra. M502-Est. Prado de la Vega Carretera de Carabanchel (M-502), km. 1,3 (sentido creciente)   | Avanza Movilidad Integral |
| 561B    | Pozuelo de Alarcón - Majadahonda - Las Rozas de Madrid (por Avda. Guadarrama) | 08658 Ctra. M502-Est. Prado de la Vega Carretera de Carabanchel (M-502), km. 1,3 (sentido creciente)   | Avanza Movilidad Integral |
| 562     | Pozuelo de Alarcón                                                            | 08658 Ctra. M502-Est. Prado de la Vega Carretera de Carabanchel (M-502), km. 1,3 (sentido creciente)   | Avanza Movilidad Integral |
| 563     | Pozuelo de Alarcón (por Urbanización Las Minas)                               | 08658 Ctra. M502-Est. Prado de la Vega Carretera de Carabanchel (M-502), km. 1,3 (sentido creciente)   | Avanza Movilidad Integral |
| 564     | Pozuelo de Alarcón (por Somosaguas Sur)                                       | 08658 Ctra. M502-Est. Prado de la Vega Carretera de Carabanchel (M-502), km. 1,3 (sentido creciente)   | Avanza Movilidad Integral |
| 560     | Alcorcón                                                                      | 08659 Ctra. M502-Est. Prado de la Vega Carretera de Carabanchel (M-502), km. 1,2 (sentido decreciente) | Avanza Movilidad Integral |
| 561     | Madrid (Aluche)                                                               | 08659 Ctra. M502-Est. Prado de la Vega Carretera de Carabanchel (M-502), km. 1,2 (sentido decreciente) | Avanza Movilidad Integral |
| 561A    | Madrid (Aluche)                                                               | 08659 Ctra. M502-Est. Prado de la Vega Carretera de Carabanchel (M-502), km. 1,2 (sentido decreciente) | Avanza Movilidad Integral |
| 561B    | Madrid (Aluche)                                                               | 08659 Ctra. M502-Est. Prado de la Vega Carretera de Carabanchel (M-502), km. 1,2 (sentido decreciente) | Avanza Movilidad Integral |
| 562     | Madrid (Aluche)                                                               | 08659 Ctra. M502-Est. Prado de la Vega Carretera de Carabanchel (M-502), km. 1,2 (sentido decreciente) | Avanza Movilidad Integral |
| 563     | Madrid (Aluche)                                                               | 08659 Ctra. M502-Est. Prado de la Vega Carretera de Carabanchel (M-502), km. 1,2 (sentido decreciente) | Avanza Movilidad Integral |
| 564     | Madrid (Aluche)                                                               | 08659 Ctra. M502-Est. Prado de la Vega Carretera de Carabanchel (M-502), km. 1,2 (sentido decreciente) | Avanza Movilidad Integral |